# New York Athletic Club Rugby Football Club
Maillots
Actualités
Le New York Athletic Club RFC est un club de rugby à XV des États-Unis participant à l'Atlantic Rugby Premiership, plus connu comme l'A.R.P..  Il est situé à New York.

## Palmarès
- Champion de la Rugby Super League en 2005, 2008, 2010 et 2012.
- Champion de la Men's D1 Club Championship en 2015.